# Chentkaoes III
Chentkaus III was een koningin uit de 5e dynastie van Egypte. Ze was onbekend tot de ontdekking van haar graf door een groep Tsjechische archeologen, die op 4 januari 2015 bekend werd gemaakt. Omdat haar graf werd gevonden in het grafcomplex van farao Neferefre, vermoedt men dat het om zijn tot dan toe onbekende echtgenote gaat.
Er zijn twee eerdere koninginnen bekend met dezelfde naam: 
- Chentkaoes I, echtgenote van Sjepseskaf,
- Chentkaoes II, echtgenote van Neferirkare.